# Gujana
Gujana (ang. Guyana), oficjalnie Kooperacyjna Republika Gujany (Co-operative Republic of Guyana) – państwo w północnej części Ameryki Południowej, w obrębie większego regionu również zwanego Gujaną. Jedno z najmniejszych państw na kontynencie, zajmuje powierzchnię 214 969 km², a zamieszkane jest przez 791 739 osób (2023, szac.).
Państwo położone jest nad Oceanem Atlantyckim, sąsiaduje z Surinamem na wschodzie, Brazylią na południu i Wenezuelą na zachodzie. Przebieg granic jest kwestią sporną. Wenezuela wysuwa roszczenia do obszaru na zachód od rzeki Essequibo (Guayana Esequiba, około 2/3 terytorium Gujany), a Surinam do obszaru Tigri (ok. 15 000 km²). Początki obu sporów wywodzą się z okresu kolonialnego, poprzedzającego niepodległość Gujany. Znaczna część kraju jest nizinna (Nizina Gujańska). Na południu i zachodzie znajdują się obszary wyżynne (Wyżyna Gujańska), przechodzące w góry (Pacaraima, Acarai). Przeważa klimat tropikalny. Około 3/4 powierzchni kraju zajmują wilgotne lasy równikowe; na południowym zachodzie – sawanna Rupununi.
Gujana jest republiką parlamentarną. Stolicą i największym miastem jest Georgetown. Ludność skoncentrowana jest w pasie nadmorskim, szczególnie w północno-wschodniej części kraju. Niski poziom urbanizacji (27% w 2020 r.). Większą część ludności stanowią osoby pochodzenia indyjskiego (40% ogółu) i afrykańskiego (30%), potomkowie niewolników sprowadzonych w czasach kolonialnych do pracy na tutejszych plantacjach trzciny cukrowej. Około 20% stanowi ludność o mieszanym pochodzeniu, a 10% rdzenna ludność indiańska. Zróżnicowana struktura wyznaniowa – chrześcijanie różnych wyznań stanowią nieco ponad 60% ogółu, hindusi blisko 25% (2012 r.). Gujana jest jedynym państwem na kontynencie południowoamerykańskim z językiem angielskim jako urzędowym. Kraj bywa zaliczany do Karaibów ze względu na podobieństwo kulturowe do anglojęzycznych państw na Antylach.
Obszar Gujany zamieszkany był przez plemiona indiańskie prawdopodobnie od I wieku p.n.e. Pod koniec XVI wieku jego kolonizacji podjęli się Holendrzy (kolonie Essequibo, Demerara i Berbice). Po burzliwym okresie wojen napoleońskich, zakończonych w 1815 roku, obszar znalazł się w posiadaniu Brytyjczyków, którzy w 1831 roku połączyli odrębne dotychczas kolonie w jedno terytorium o nazwie Gujana Brytyjska. W 1966 roku kraj uzyskał niepodległość. W pierwszych dwóch dekadach, pod rządami Forbesa Burnhama, Gujana objęła kurs na socjalizm; proces liberalizacji gospodarki zapoczątkowany został w latach 80. XX wieku.
Gospodarka Gujany w dużej mierze opiera się na rolnictwie i górnictwie, w szczególności na uprawie trzciny cukrowej i ryżu oraz wydobyciu boksytów i złota. W 2015 roku w wodach przybrzeżnych tego kraju odkryto znaczne złoża ropy naftowej, których eksploatacja ma według prognoz ożywić stagnującą gospodarkę. Mimo że Gujana posiada najwyższy wskaźnik parytetu siły nabywczej w całej Ameryce Południowej, to 1/3 społeczeństwa żyje poniżej progu ubóstwa. Do głównych przeszkód w rozwoju należą drenaż mózgów (ponad 80% Gujańczyków z wyższym wykształceniem emigrowało z kraju) oraz słabo rozwinięta infrastruktura.

## Geografia
Gujana składa się z trzech regionów geograficznych różniących się ukształtowaniem terenu. Najwyższa część kraju leży na obszarze Wyżyny Gujańskiej porozcinanej na osobne masywy wieloma dolinami rzek. W jednym z łańcuchów górskich, na połączeniu granic z Wenezuelą i Brazylią, znajduje się najwyższy szczyt kraju Roraima (2810 m n.p.m.).
Wyżyna obniżając się w kierunku oceanu tworzy równinne i pagórkowate tereny porośnięte lasami równikowymi, a wzdłuż rzek, galeriowymi. Lasy zajmują powierzchnię około 80% kraju. Dobrze rozwinięta sieć rzek, z których największa to Essequibo, tworzy na tym obszarze, jak również na wyżynach, liczne wodospady.
Nad oceanem rozciąga się pas płaskich, błotnistych nizin, sięgających od 8 do 65 km w głąb lądu. Wybrzeże porastają lasy namorzynowe. Część terenów stanowią depresje zabezpieczone systemem kanałów i tam.
Gujanę charakteryzuje klimat równikowy z wysoką temperaturą powietrza przez cały rok. Temperatura na wybrzeżu waha się od 20 do 26,8 °C, a w głębi kraju od 18 do 39 °C. Klimat wybrzeża łagodzony jest przez północno-wschodnie wiatry.
Opady występują sezonowo w okresie maj-czerwiec oraz grudzień-styczeń. Średnia roczna suma opadów waha się od 1200 mm na wyżynie do 3000 mm na wybrzeżu.
Gujana graniczy z trzema państwami (w nawiasach długość granic lądowych): Brazylią (1308 km), Surinamem (836 km; wzdłuż rzeki Courantyne) oraz Wenezuelą (789 km). Przebieg granicy Gujany z Wenezuelą i Surinamem jest kwestionowany przez oba te państwa.

### Wody

#### Sieć rzeczna
Sieć rzeczna Gujany jest gęsta i dobrze rozwinięta. Najdłuższa rzeka Gujany to Essequibo (ok. 1000 km), uchodząca szeroką deltą do Oceanu Atlantyckiego. Na jej lewych dopływach znajdują się liczne wodospady, z których najwyższy jest Kaieteur na rzece Potaro (225 m). Do większych rzek Gujany należą również: Mazaruni, Cuyuni, Berbice oraz Courantyne.

### Gleby
W strefie wilgotnych lasów równikowych rozwinęły się gleby czerwonożółte (ferralsole) o bardzo niskiej zawartości próchnicy. Na sawannach wykształciły się czerwone gleby ferralitowe, a wzdłuż dolin dużych rzek – gleby aluwialne (fluwisole).

## Historia
Wybrzeża Ameryki Południowej współczesnej Gujany Europejczycy odkryli i zaczęli eksplorować na początku XVI wieku. Mieszkali tu wówczas Indianie południowoamerykańscy z plemion Arawaków. Utworzenie kolonii brytyjskiej – Gujany Brytyjskiej datuje się na 1831; graniczyła z Gujaną Holenderską (dziś Surinam), a nieco dalej na południowy wschód znajdowała kolonia francuska – Gujana Francuska, do dziś pozostająca terytorium zależnym tej europejskiej metropolii. Po zakończeniu I wojny światowej doszło do ożywienia sytuacji politycznej. W rok po zakończeniu konfliktu powstał pierwszy związek zawodowy w regionie Karaibów, a mianowicie Związek Pracy Gujany Brytyjskiej. W 1928 roku Gujana otrzymała status kolonii Korony. Pod koniec lat 30. doszło do prężniejszego działania związków zawodowych. Czas ten jednak splótł się z konfliktami między ludnością czarnoskórą a hinduską. W 1943 roku poszerzono autonomię kraju. W 1951 roku powstał gujański ruch niepodległościowy – Ludowa Partia Postępowa, mająca charakter lewicowy. Partia zwyciężyła w wyborach z 1953 roku, co spowodowało interwencję zbrojną wojsk brytyjskich, które odsunęły partię od władzy, osadziły wielu jej przywódców w więzieniach i wprowadziły stan wyjątkowy. W 1955 roku w ramach ruchu niepodległościowego doszło do rozłamu (po części spowodowanego przez działalność władz kolonialnych), w wyniku którego powstał bardziej umiarkowany, jednakże wciąż lewicowy Ludowy Kongres Narodowy, który stał się ugrupowaniem popieranym przez ludność czarnoskórą oraz władze brytyjskie. Od czasu rozłamu Ludowa Partia Postępowa stała się partią prezentującą głównie interes ludności pochodzenia hinduskiego. Partia Postępowa ponowne rządy objęła w 1957 i kontynuowała działania zmierzające do uzyskania przez kraj niepodległości.
W 1964 roku władzę objął Ludowy Kongres Narodowy. Brytyjczycy przyznali niepodległość Gujanie w 1966, a cztery lata później stała się ona republiką. Państwo pozostało członkiem brytyjskiej Wspólnoty Narodów. Mimo niepodległości, lewicowe skłonności rządu Gujany nie spodobały się rządowi Stanów Zjednoczonych, który przez działania CIA próbował ingerować w sprawy wewnętrzne kraju przez cały okres zimnej wojny. Mimo amerykańskiej niechęci rząd rozpoczął program socjalistycznych reform. W okresie zimnej wojny Gujana pozostała neutralna, a militarną współpracę wojskową nawiązała z państwami takimi jak Brazylia, Gwinea, Korea Północna, Somalia, Jugosławia i Kuba. Na początku lat '70. doszło do szerokich akcji protestacyjnych, których celem było odzyskanie ziem przodków przez bezrolnych z rąk właścicieli przemysłu cukrowego i rządu. Akcja ta okazała się połowicznym sukcesem protestujących i zmianami w prawie gruntowym kraju. W 1978 r. w kraju miało miejsce zbiorowe samobójstwo kultowe, dokonane przez dziewięciuset Amerykanów, członków sekty Świątynia Ludu pastora Jima Jonsa. W 1983 do zachodniej części Gujany wysunęła żądania terytorialne sąsiednia Wenezuela. W 1985 roku porzucono program socjalistycznych reform i skierowano gospodarkę na tory wolnorynkowe. W 1992 roku do władzy doszła opozycyjna Partia Postępowa. W XXI wieku kontynuowany był spór graniczny Gujany z Wenezuelą i Surinamem.

## Ustrój polityczny

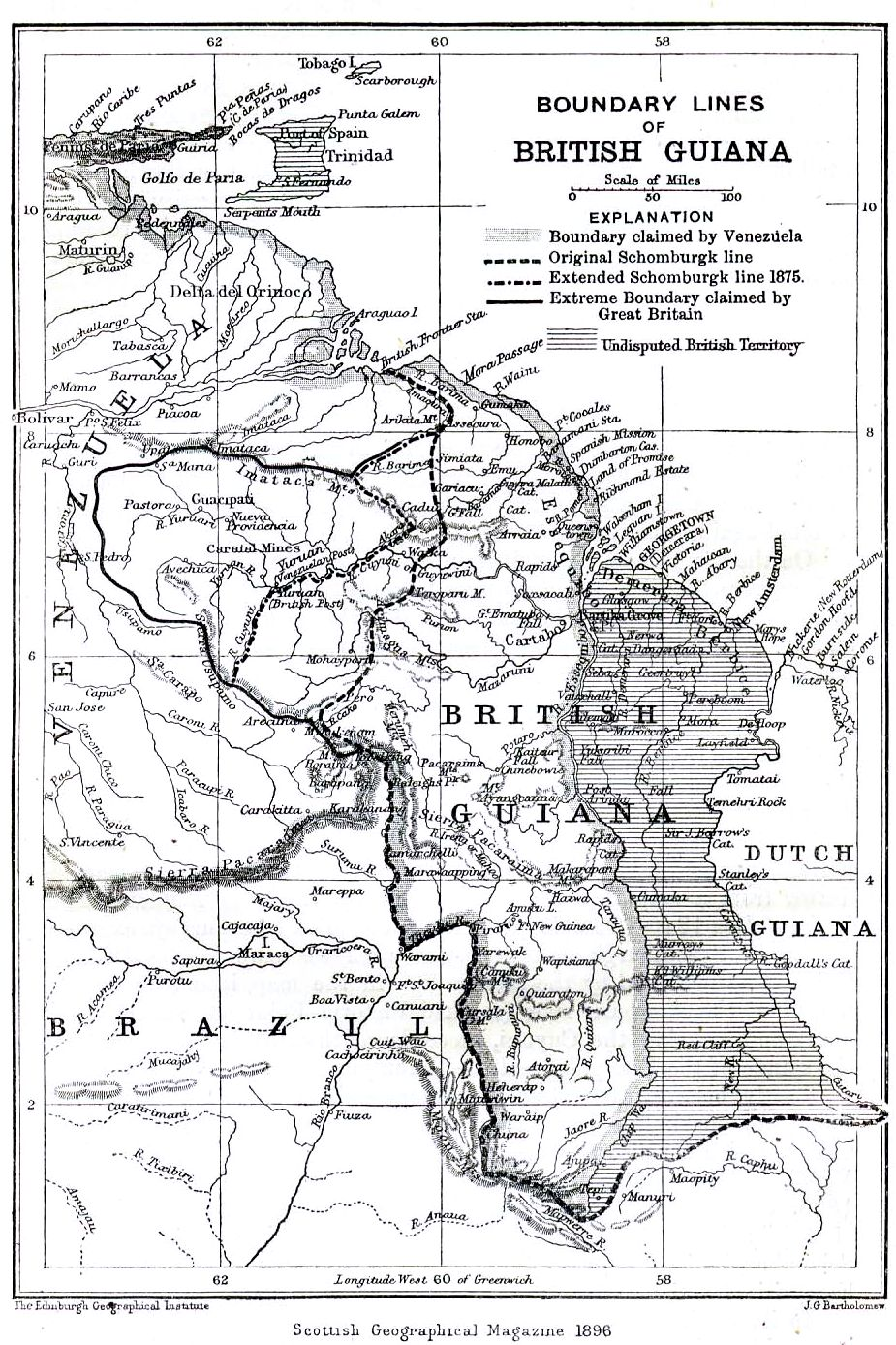
Gujana Brytyjska, 1896; zaznaczone obszary sporne z Wenezuelą

Suwerenna republika w ramach Wspólnoty Narodów. Zgodnie z konstytucją z 6 października 1980 (znowelizowaną w 2003) głową państwa jest prezydent desygnowany przez zwycięską partię w wyborach parlamentarnych. Kandydaci na prezydenta muszą zostać zaprezentowani przed wyborami przez każdą ze startujących partii. Prezydent mianuje premiera, który jest zarazem I wiceprezydentem.
W jednoizbowym Zgromadzeniu Narodowym zasiada 65 deputowanych, z których 40 jest wybieranych w systemie proporcjonalnym na poziomie krajowym, a 25 na poziomie regionów, tzn. każdy z regionów wybiera przydzieloną mu liczbę miejsc w parlamencie. Kadencja zgromadzenia trwa 5 lat. Główne partie: Ludowa Partia Postępu (PPP), Ludowy Kongres Narodowy (PNC).

### Podział administracyjny
Gujana jest podzielona na 10 ponumerowanych regionów:
1. Barima-Waini (2 miejsca w parlamencie)
2. Pomeroon-Supenaam (2 miejsca)
3. Essequibo Islands-West Demerara (3 miejsca)
4. Demerara-Mahaica (7 miejsc)
5. Mahaica-Berbice (2 miejsca)
6. East Berbice-Corentyne (3 miejsca)
7. Cuyuni-Mazaruni (2 miejsca)
8. Potaro-Siparuni (1. miejsce)
9. Upper Takutu-Upper Essequibo (1. miejsce)
10. Upper Demerara-Berbice (2 miejsca)

Każdy z regionów jest administrowany przez Regionalną Radę Demokratyczną z prezesem na czele. Dodatkowo na lokalnym szczeblu działają Sąsiedzkie Rady Demokratyczne.

## Demografia
W 2015 roku Gujana liczyła 767 000 mieszkańców. Gęstość zaludnienia jest największa w rejonach przybrzeżnych. Na terenie Gujany istnieje wiele obszarów śródlądowych praktycznie niezamieszkałych. 29 procent ludności mieszka na obszarach miejskich. Długość życia w stosunku do 1970 (60 lat) roku wzrosła w 2015 i wyniosła 66 lat. Wskaźnik urodzeń w 2015 wyniósł 19 na 1000 osób (38 w 1970 r.).
Hindusi stanowią 43,5% populacji, ludność czarna 30,2%, rasy mieszane 16,7%, Indianie 9,1%, a pozostali 0,5%.

### Religia
Struktura religijna kraju w 2015 roku, według The Association of Religion Data Archives:
- protestanci – 41,6%:
  - zielonoświątkowcy – 24,6%,
  - adwentyści dnia siódmego[22],
  - anglikanie – 4,7%,
- hinduiści – 23,3%,
- katolicy – 6,6%,

- muzułmanie – 6,5%,
- brak religii – 2,7%,
- prawosławni – 1,3%,
- tradycyjne religie plemienne – 1,1%,
- synkretyzm chrześcijański – 1%,
- pozostali i nieokreśleni chrześcijanie – 15,1%:
  - Świadkowie Jehowy – 1,3%[22],
  - mormoni – 0,8%[23],

- inne religie – 0,8%.

## Gospodarka

### Rolnictwo
Jednym z ważnych sektorów produkcyjnych gospodarki Gujany jest rolnictwo, które dostarcza jedną trzecią PKB brutto Gujany i odpowiada za 30 procent zatrudnienia. Rozwija się przemysł cukrowniczy i produkcja ryżu.

### Leśnictwo
Lasy zajmują 80% powierzchni kraju. W latach 1990–2000 dochody z leśnictwa przynosiły średnio do 6% PKB.

### Górnictwo
Na terytorium Gujany znajdują się cenne surowce mineralne. Najważniejszym surowcem są boksyty. Ich eksploatację podjęto w roku 1916 w kopalni w Mackenzie (Linden), a następnie w Ituni i Kwakwani w północno-wschodniej części kraju. Wydobycie boksytów obrazuje najlepiej stan gospodarki: 1950 rok – 1,7 mln ton, 1960 – 3,4 mln, 1970 – 1,4 mln i w 1993 r. zwyżka – 2,5 mln ton. Według danych Banku Światowego udział górnictwa w PKB to 15,4% (w 2015 roku), co dawało 52% eksportu (w 2016 roku). W górnictwie zatrudnionych było 14% siły roboczej.
W porównaniu z boksytami wydobycie innych surowców ma znaczenie drugorzędne. W północno-zachodniej części kraju, w okolicy Mattews Ridgs, wydobywa się rudę manganu, a poza tym uzyskuje się złoto (80 tys. uncji w 1992 r.) i diamenty (7 tys. karatów w 1990 r.).

### Energetyka
W 2018 roku Gujana podjęła starania zrównoważenia produkcji energii elektrycznej z paliw kopalnych i ze źródeł odnawialnych. W tym celu zaplanowano wspierane rozwoju projektów hydroenergetycznych oraz produkcji energii słonecznej i wiatrowej. Kraj ma duży i niewykorzystany potencjał wytwarzania energii wiatrowej.
Większość obecnie produkowanej energii (2019) pochodzi z paliw kopalnych. Transmisją i dystrybucją zajmuje się państwowa spółka Guyana Power and Light Inc (GPL). Wśród producentów energii znajduje się państwowa spółka Power Producers and Distributors Incorporated (PPDI) powstała w 2016 roku. Przejęła ona 4 elektrownie fińskiej firmy Wärtsilä o mocy: Garden of Eden – 22 MW, w Kingston są dwie elektrownie – jedna o mocy 22 MW, a druga 36,3 MW. Czwarta elektrownia o mocy 26,4 MW znajduje się we Vreed-en-Hoop.

### Emisja gazów cieplarnianych
Emisja dwutlenku węgla z paliw kopalnych w Gujanie wynosiła w 1990 0,337 Mt rocznie, podczas gdy w roku 2017 1,771 Mt. Po przeliczeniu na mieszkańca oznacza to odpowiednio 0,454 t i 2,276 t, a na tysiąc dolarów amerykańskich produktu krajowego brutto – 0,160 t i 0,306 t. Przez większość tego okresu główną branżą odpowiedzialną za tę emisję była energetyka, a największy wzrost (471%) nastąpił w grupie branży określanej jako „inne”, obejmującej m.in. rolnictwo, przemysł inny niż spalający paliwa, odpady.

## Infrastruktura i transport

### Transport lotniczy
Główne międzynarodowe lotnisko Port lotniczy Georgetown znajduje się 41 km od Georgetown w Timehri. Drugie międzynarodowe lotnisko znajduje się 6 mil od Georgetown i nosi nazwę Ogle. Pozostałe lotniska pełnią rolę lotnisk krajowych.

## Dni świąteczne
| Data                 | Polska nazwa                           | Oryginalna nazwa           |
| -------------------- | -------------------------------------- | -------------------------- |
| 1 stycznia           | Nowy Rok                               | New Year’s Day             |
| ruchome              | Id al-Adha                             | Eid-ul Adha                |
| 23 lutego            | Dzień Republiki                        | Republic Day               |
| ruchome              | Wielki Piątek Poniedziałek Wielkanocny | Good Friday, Easter Monday |
| ruchome              | Święto Wiosny                          | Phagwah (Holi)             |
| 1 maja               | Święto Pracy                           | Labour Day/May Day         |
| ruchome              | Urodziny Proroka                       | Youman Nabi                |
| 1 poniedziałek lipca | Święto CARICOM                         | CARICOM Day                |
| 1 sierpnia           | Dzień Wyzwolenia                       | Emancipation Day           |
| ruchome              | Święto Światła                         | Diwali                     |
| 25 grudnia           | Boże Narodzenie                        | Christmas                  |
| 26 grudnia           | 2. dzień Bożego Narodzenia             | Boxing Day                 |